# Sinophorus rotundus
Sinophorus rotundus là một loài tò vò trong họ Ichneumonidae.